# اودسا کوچک
اودسا کوچک (به انگلیسی: Little Odessa) فیلمی محصول سال ۱۹۹۴ و به کارگردانی جیمز گری است. در این فیلم بازیگرانی همچون تیم راث، ادوارد فرلانگ، ونسا ردگریو، ماکسیمیلیان شل، مویرا کلی، پل گویلفویل، ناتالیا آندریچنکو، بوریس مک‌گیور و تیوزدی نایت ایفای نقش کرده‌اند.